# Hylemya femoralis
Hylemya femoralis är en tvåvingeart som först beskrevs av Stein 1915.  Hylemya femoralis ingår i släktet Hylemya och familjen blomsterflugor.
Artens utbredningsområde är Taiwan. Inga underarter finns listade i Catalogue of Life.